# 伊萨尔河畔莫斯堡
伊萨尔河畔莫斯堡（德語：Moosburg an der Isar，官方拼写为，發音：[ˈmoːsbʊʁk ʔan deːɐ̯ ˈʔiːzaʁ] ⓘ）是德国巴伐利亚州上巴伐利亚行政区弗赖辛县的城市，面积43.85平方千米，2023年12月31日人口为20,027人。